# Regent’s Park
Regent’s Park – jeden spośród królewskich parków w Londynie. Zajmuje 197 hektarów. Znajduje się częściowo w City of Westminster, a częściowo w London Borough of Camden. Na północy parku znajduje się londyńskie zoo.
Tereny obecnego Regent’s Park znano dawniej jako Marylebone Park. W 1538 Henryk VIII odebrał je opactwu Barking i przekształcił w tereny myśliwskie odgrodzone rowem i murem. W 1811 Jerzy IV, jeszcze jako regent, zatrudnił Johna Nasha do stworzenia planu zabudowy parku. Część planów - w tym letni pałac - została zarzucona, jednak powstała część planowanych domów, jezioro, a także - choć w innym miejscu, niż początkowo planowano - kanał Regent’s Canal, który łączy Grand Union Canal w okolicach Paddington z Tamizą w okolicach w Limehouse Basin. W 1835, podczas panowania Jerzego IV, częściowo otwarto park dla zwiedzających. W latach 30. XX wieku stworzono w centralnej części parku ogród różany zwany Queen Mary’s Gardens.